# IQue
iQue, Ltd. (chinês simplificado: 神游科技; chinês tradicional: 神遊科技; pinyin: Shényóu Kējì) é uma empresa chinesa situada em Suzhou, fundada como uma empreendimento conjunto entre o empresário Wei Yen e a japonesa Nintendo em 2002. Em 2013, ela passou a ser uma subsidiária integralmente de propriedade da Nintendo. A iQue também fabrica o iQue Player, o primeiro produto da empresa. A empresa produz e distribui consoles e jogos oficiais da Nintendo no mercado chinês, sob a marca da iQue.
Hoje, a iQue lança apenas jogos portáteis da Nintendo para o iQue 3DS XL, DS, Game Boy Advance, e Game Boy Advance SP. O iQue Player é o único console doméstico da Nintendo disponível na China. Havia planos para lançar o Wii em todo o território chinês quando Satoru Iwata oficialmente anunciou o console em 28 de outubro de 2007, mas no final o console foi lançado apenas em Hong Kong sob a marca Nintendo. O Nintendo DSi foi lançado na China em dezembro de 2009 como iQue DSi, e o Nintendo 3DS XL foi lançado como iQue 3DS XL em dezembro de 2012.

## iQue Player

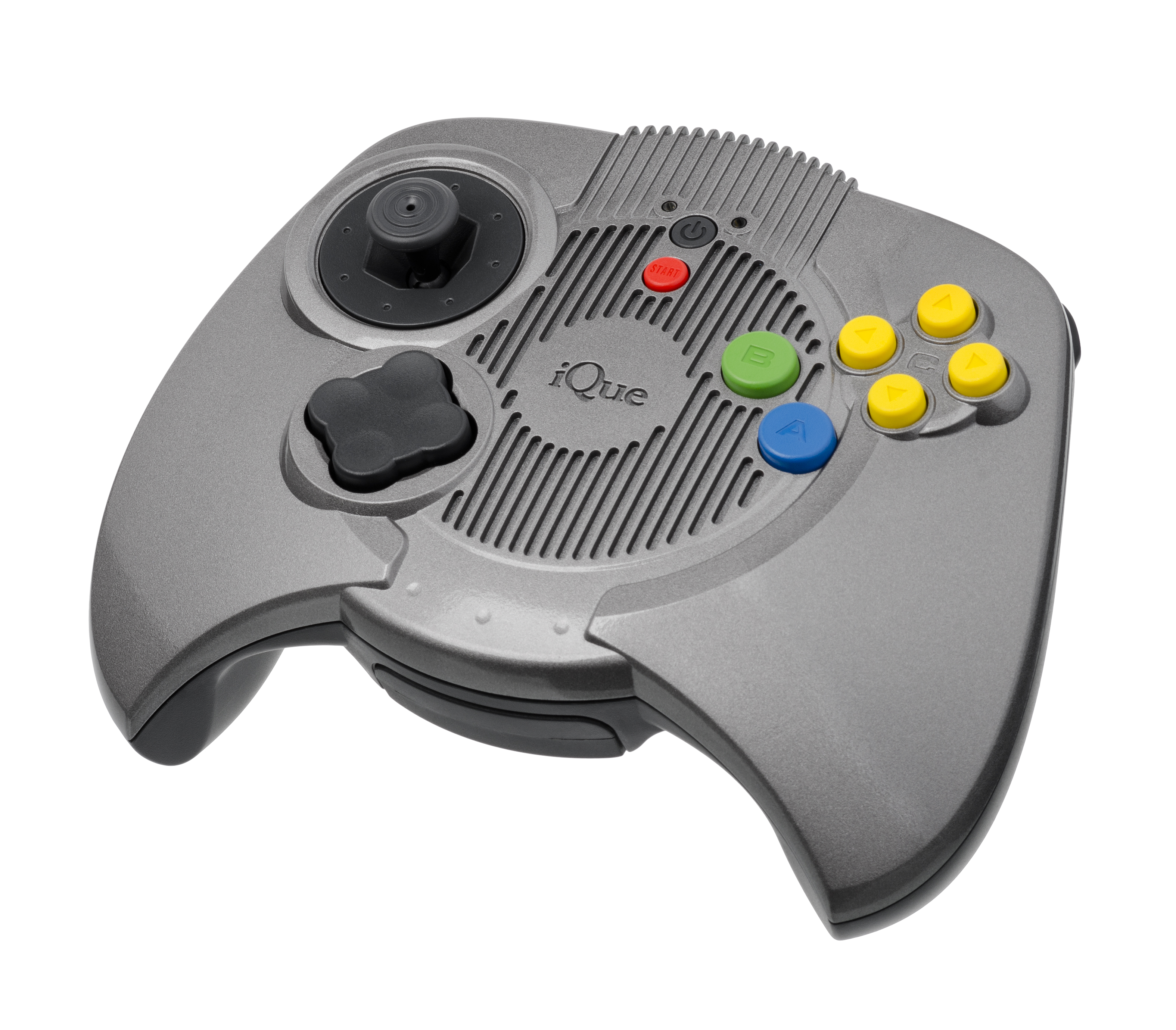
iQue Player.

O iQue Player é uma pequena variante de um console de jogo da iQue compatível com jogos do Nintendo 64. Ele foi projetado exclusivamente com a intenção de contornar a proibição de produtos relacionados a consoles domésticos na China à época.

## iQue Game Boy Advance

### iQue GBA
O iQue Game Boy Advance é a versão chinesa do Game Boy Advance. O portátil foi lançado em 8 de junho de 2004. Ele conta com oito jogos traduzidos e um acessório.
| Título ocidental                         | Título chinês      | Pinyin                    | Data de lançamento | Gênero     | Modos de jogo                           |
| ---------------------------------------- | ------------------ | ------------------------- | ------------------ | ---------- | --------------------------------------- |
| F-Zero: Maximum Velocity                 | 极速F-ZERO未来赛车 | Jísù F-ZERO Wèilái Sàichē | 2007               | Corrida    | Um jogador, múltiplos jogadores (1 a 4) |
| Super Mario World: Super Mario Advance 2 | 超级马力欧世界     | Chāojí Mǎlìōu Shìjiè      | 2006               | Plataforma | Um jogador, múltiplos jogadores         |
| Yoshi's Island: Super Mario Advance 3    | 耀西岛             | Yàoxi Dǎo                 | 2006               | Plataforma | Um jogador                              |
| Metroid Fusion                           | 密特罗德 融合      | Mìtèluōdé Rónghé          | 2006               | Shooter    | Um jogador                              |
| WarioWare, Inc.: Mega Microgames!        | 瓦力欧制造         | Wǎlìōu Zhìzào             | 2005               | Minigames  | Um jogador                              |
| iQue MP4 Player                          |                    |                           | 2005               | Acessório  |                                         |
| Metroid: Zero Mission                    | 密特罗德：零点任务 | Mìtèluōdé: Língdiǎn Rènwù | 2005               | Shooter    | Um jogador                              |
| Super Mario Advance                      | 超级马力欧２       | Chāojí Mǎlìōu 2           | 2004               | Plataforma | Um jogador, múltiplos jogadores (1 a 2) |
| Wario Land 4                             | 瓦力欧寻宝记       | Wǎlìōu Xúnbǎo Jì          | 2004               | Plataforma | Um jogador                              |

### iQue SP
O iQue SP é a versão chinesa do Game Boy Advance SP. É compatível com jogos para Game Boy Advance e possui baterias recarregáveis; sua tela é iluminada, ao contrário do Game Boy Advance.

### iQue Micro
O iQue Micro é a versão chinesa do Game Boy Micro, e o menor da família iQue. É compatível só com jogos para Game Boy Advance.

## iQue DS

### iQue DS
O iQue DS é a versão chinesa do Nintendo DS. Ele conta com seis jogos traduzidos. É a única versão do Nintendo DS a ter bloqueio regional, para que jogos de iQue DS não possam ser jogados em sistemas DS de outras regiões. Jogos para Nintendo DS de outras regiões podem ser jogados no iQue DS, no entanto.
| Título ocidental      | Título chinês      | Pinyin                        | Data de lançamento      | Gênero        | Modos de jogo                           |
| --------------------- | ------------------ | ----------------------------- | ----------------------- | ------------- | --------------------------------------- |
| Nintendogs            | 任天狗狗           | Rèn Tiāngǒu Gǒu               | Dezembro de 2009        | Simulação     | Um jogador, múltiplos jogadores (1 a 2) |
| New Super Mario Bros. | New 超级马力欧兄弟 | New Chāojí Mǎlìōu Xiōngdì     | 2009                    | Plataforma    | Um jogador                              |
| Super Mario 64 DS     | 神游马力欧DS       | Shényóu Mǎlìōu DS             | 2007                    | Plataforma    | Um jogador, múltiplos jogadores (1 a 4) |
| Yoshi Touch & Go      | 摸摸耀西-云中漫步  | Mō Mō Yàoxi - Yún Zhōng Mànbù | 14 de fevereiro de 2006 | Plataforma    | Um jogador, múltiplos jogadores (1 a 2) |
| Polarium              | 直感一笔           | Zhígǎn Yī Bǐ                  | 2005                    | Quebra-cabeça | Um jogador                              |
| WarioWare: Touched!   | 摸摸瓦力欧制造     | Mō Mō Wǎlìōu Zhìzào           | 2005                    | Minigames     | Um jogador                              |

### iQue DS Lite
O iQue DS Lite é a versão chinesa do Nintendo DS Lite. É compatível com jogos para Nintendo DS, é similar à versão original do DS, é possui uma tela mais brilhante que a versão original.

### iQue DSi
O iQue DSi é a versão chinesa do Nintendo DSi. Só é compartível com jogos para Nintendo DS, dava para comprar jogos na DSiWare e vinha com Nintendogs pré-instalado.

## iQue 3DS XL
O iQue 3DS XL é a versão chinesa do Nintendo 3DS XL. Não tem suporte a Eshop e os jogos lançados para ele vinham pré-instalados no aparelho.
| Título ocidental    | Título chinês     | Pinyin                  | Data de lançamento | Modos de jogo                   |
| ------------------- | ----------------- | ----------------------- | ------------------ | ------------------------------- |
| Super Mario 3D Land | 超级马力欧 3D乐园 | Chāojí Mǎlìōu 3D Lèyuán | Dezembro de 2012   | Um jogador                      |
| Mario Kart 7        | 马力欧卡丁车7     | Mǎlìōu Kǎdīngchē 7      | Dezembro de 2012   | Um jogador, múltiplos jogadores |

Devido ao bloqueio regional, apenas jogos que possuem a interface no idioma chinês simplificado podem ser usados no iQue 3DS XL. Além dos dois jogos listados acima que foram lançados pela iQue, os 15 jogos a seguir, lançados ou a serem lançados pela Nintendo Hong Kong e Nintendo Phuten, também são compatíveis com o console, todos os quais incluem a interface em chinês simplificado.
| Título ocidental                        | Título chinês                                          | Pinyin                                                                                       | Modos de jogo                   |
| --------------------------------------- | ------------------------------------------------------ | -------------------------------------------------------------------------------------------- | ------------------------------- |
| Pokémon Sun e Moon                      | 精灵宝可梦 太阳·月亮                                   | Jīnglíng Bǎokěmèng Tàiyáng·Yuèliang                                                          | Um jogador, múltiplos jogadores |
| Super Smash Bros. for Nintendo 3DS      |                                                        |                                                                                              | Um jogador, múltiplos jogadores |
| Yoshi's New Island                      |                                                        |                                                                                              | Um jogador, múltiplos jogadores |
| Pokémon X e Y                           |                                                        |                                                                                              | Um jogador                      |
| Pokémon Omega Ruby e Alpha Sapphire     |                                                        |                                                                                              | Um jogador                      |
| Paper Mario: Sticker Star               | 纸片马力欧 超级贴纸                                    | Zhǐpiàn Mǎlìōu Chāojí Tiēzhǐ                                                                 | Um jogador                      |
| Luigi's Mansion: Dark Moon              | 路易吉洋馆2                                            | Lùyìjí Yángguǎn 2                                                                            | Um jogador, múltiplos jogadores |
| Brain Age: Concentration Training       | 脑科学专家 川岛隆太博士监修 突破极限 脑的5分钟魔鬼锻炼 | Nǎokēxué Zhuānjiā Chuāndǎolóngtài Bóshì Jiānxiū Tūpò Jíxiàn Nǎo de 5 Fēnzhōng Móguǐ Duànliàn | Um jogador, múltiplos jogadores |
| New Super Mario Bros. 2                 | New 超级马力欧兄弟 2                                   | New Chāojí Mǎlìōu Xiōngdì 2                                                                  | Um jogador, múltiplos jogadores |
| Mario Tennis Open                       | 马力欧网球 公开赛                                      | Mǎlìōu Wǎngqiú Gōngkāisài                                                                    | Um jogador, múltiplos jogadores |
| Star Fox 64 3D                          | 星际火狐64 3D                                          | Xīngjì Huǒhú 64 3D                                                                           | Um jogador, múltiplos jogadores |
| Nintendogs + Cats                       | 任天狗狗+猫猫                                          | Xīngjì Huǒhú 64 3D                                                                           | Um jogador, múltiplos jogadores |
| The Legend of Zelda: Ocarina of Time 3D | 塞尔达传说 时光之笛 3D                                 | Sàiěrdá Chuánshuō: Shíguāng zhī Dí 3D                                                        | Um jogador                      |

## Comparação
| Compatibilidade de software   | Compatibilidade de software | Compatibilidade de software | Compatibilidade de software | Compatibilidade de software | Compatibilidade de software | Compatibilidade de software | Compatibilidade de software | Compatibilidade de software |
|                               | iQue Player                 | iQue GBA                    | iQue SP                     | iQue Micro                  | iQue DS                     | iQue DS Lite                | iQue DSi                    | iQue 3DS XL                 |
| ----------------------------- | --------------------------- | --------------------------- | --------------------------- | --------------------------- | --------------------------- | --------------------------- | --------------------------- | --------------------------- |
| Software para iQue Player/N64 | Sim                         | Não                         | Não                         | Não                         | Não                         | Não                         | Não                         | Não                         |
| Software para GB e GBC        | Não                         | Sim                         | Sim                         | Não                         | Não                         | Não                         | Não                         | Não                         |
| Software para GBA             | Não                         | Sim                         | Sim                         | Sim                         | Sim                         | Sim                         | Não                         | Não                         |
| Software para DS              | Não                         | Não                         | Não                         | Não                         | Sim                         | Sim                         | Sim                         | Sim                         |
| Software para 3DS             | Não                         | Não                         | Não                         | Não                         | Não                         | Não                         | Não                         | Sim                         |
| Atualmente disponível         |                             |                             |                             |                             |                             |                             |                             |                             |
| Atualmente disponível         | Não                         | Não                         | Não                         | Não                         | Sim                         | Sim                         | Sim                         | Sim                         |
| Distribuição de software      |                             |                             |                             |                             |                             |                             |                             |                             |
| Distribuição de software      | iQue Depot Fugue Online     | Varejo                      | Varejo                      | Varejo                      | Varejo                      | Varejo                      | Varejo DSi Ware             | Varejo                      |